# 總教練 (棒球)

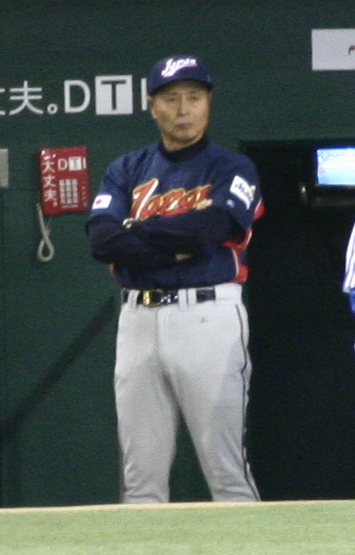
2006年，日本棒球代表隊監督王貞治

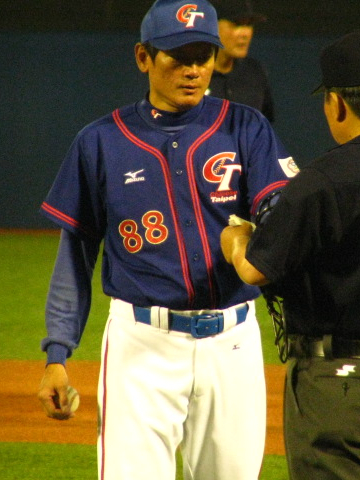
2010年，中華成棒隊總教練郭泰源

棒球運動中的總教練（英語：Manager）一詞，指對自己球隊行為負完全責任之人，是經由球隊指定與裁判或對方協議的代表。有時球隊亦可指定現役球員兼任球隊總教練。
一般來說，總教練會負責球隊整體的作戰與經營，並且也會參與球隊的人事異動。但是在美國職棒中，往往會將球員交易、選秀與球隊經營的部份轉交由球團總經理負責，總教練僅僅負責球隊於場上的調度、戰術的擬定，與監督指導旗下打擊教練、投手教練等教練之工作。日本職棒自1990年代起，也逐漸有幾支球隊採取此種二元分離的經營方式，但目前來說，仍以總教練一人獨攬的情形為主流。而在中華職棒，球團則是以領隊一職行使近似於總經理的職責。
除了總教練與領隊，每一球隊都會由球員之中指定或推選出較為資深、具領導能力的一人擔任隊長。

## 名稱
日本職棒稱為「監督」，而在美國職棒則稱之為「經理」（manager）。

## 代表人物

### 美國職棒現任總教練

#### 美國聯盟
| 所屬球隊       | 分區 | 姓名          | 任期起自       | 前任            |
| -------------- | ---- | ------------- | -------------- | --------------- |
| 巴爾的摩金鶯   | 東區 | 布蘭登·海德   | 2018年12月14日 | 巴克·休瓦特     |
| 波士頓紅襪     | 東區 | 阿莱克斯·柯拉 | 2020年11月6日  | 羅恩·羅尼克     |
| 芝加哥白襪     | 中區 | 佩卓·葛里佛   | 2022年11月1日  | 托尼·拉魯薩     |
| 克里夫蘭守護者 | 中區 | 特里·弗兰克纳 | 2012年10月6日  | 曼尼·阿克塔     |
| 底特律老虎     | 中區 | A·J·辛奇      | 2020年10月30日 | 洛伊德·麥克林登 |
| 休士頓太空人   | 西區 | 達斯蒂·貝克   | 2020年1月29日  | A·J·辛奇        |
| 堪薩斯市皇家   | 中區 | 麥特·夸特拉羅 | 2022年10月30日 | 麥克·馬錫尼     |
| 洛杉磯天使     | 西區 | 菲爾·奈文     | 2022年6月7日   | 喬·梅登         |
| 明尼蘇達雙城   | 中區 | 羅科·巴爾德里 | 2018年10月25日 | 保羅·莫里特     |
| 紐約洋基       | 東區 | 亞倫·布恩     | 2017年12月1日  | 喬·吉拉迪       |
| 奧克蘭運動家   | 西區 | 馬克·柯特賽   | 2021年12月21日 | 鮑勃·馬文       |
| 西雅圖水手     | 西區 | 斯柯特·塞瓦斯 | 2015年10月23日 | 洛伊德·麥克林登 |
| 坦帕灣光芒     | 東區 | 凱文·凱什     | 2014年12月5日  | 喬·梅登         |
| 德州遊騎兵     | 西區 | 布魯斯·波奇   | 2022年10月21日 | 克里斯·伍德沃德 |
| 多倫多藍鳥     | 東區 | 約翰·施奈德   | 2022年7月13日  | 查利·蒙托       |

#### 國家聯盟
| 所屬球隊       | 分區 | 姓名            | 任期起自       | 前任            |
| -------------- | ---- | --------------- | -------------- | --------------- |
| 亞利桑那響尾蛇 | 西區 | 托瑞·羅夫洛     | 2016年11月4日  | 奇普·海爾       |
| 亞特蘭大勇士   | 東區 | 布萊恩·史尼克   | 2016年5月17日  | 佛瑞迪·岡薩雷茲 |
| 芝加哥小熊     | 中區 | 大衛·羅斯       | 2019年10月24日 | 喬·梅登         |
| 辛辛那提紅人   | 中區 | 大衛·貝爾       | 2018年10月21日 | 金·里格爾曼     |
| 科羅拉多洛磯   | 西區 | 巴德·布拉克     | 2016年11月6日  | 沃特·魏斯       |
| 洛杉磯道奇     | 西區 | 戴夫·羅伯茨     | 2015年11月23日 | 丹·馬丁利       |
| 邁阿密馬林魚   | 東區 | 史基普·舒馬克   | 2022年10月25日 | 丹·馬丁利       |
| 密爾瓦基釀酒人 | 中區 | 克雷格·康塞爾   | 2015年5月4日   | 羅恩·羅尼克     |
| 紐約大都會     | 東區 | 巴克·休瓦特     | 2021年12月20日 | 路易·羅哈斯     |
| 費城費城人     | 東區 | 羅伯·湯姆森     | 2022年6月3日   | 喬·吉拉迪       |
| 匹茲堡海盜     | 中區 | 德瑞克·薛爾頓   | 2019年11月27日 | 克林特·赫多     |
| 聖地牙哥教士   | 西區 | 鮑勃·馬文       | 2021年11月1日  | 傑斯·汀格勒     |
| 舊金山巨人     | 西區 | 蓋比·凱普勒     | 2019年11月12日 | 布魯斯·波奇     |
| 聖路易紅雀     | 中區 | 奧利佛·馬爾莫爾 | 2021年10月25日 | 邁克·希爾       |
| 華盛頓國民     | 東區 | 戴夫·馬丁內斯   | 2017年11月2日  | 達斯蒂·貝克     |

最後更新：2022年5月3日

### 中華職棒現任總教練
| 所屬球隊       | 姓名       | 任期起自                                      | 前任           |
| -------------- | ---------- | --------------------------------------------- | -------------- |
| 味全龍         | 葉君璋     | 2019年4月17日                                 | （2019年復隊） |
| 中信兄弟       | 平野惠一   | 2023年12月29日                                | 彭政閔         |
| 統一7-ELEVEn獅 | 林岳平     | 2019年10月14日（代理） 2020年10月24日（轉正） | 劉育辰（代理） |
| 富邦悍將       | 陳金鋒     | 2023年12月30日                                | 丘昌榮         |
| 樂天桃猿       | 古久保健二 | 2023年11月29日                                | 曾豪駒         |
| 台鋼雄鷹       | 洪一中     | 2023年1月16日                                 | （首任）       |

## 外部連結
- 總教練在台灣棒球維基館上的頁面（繁體中文）
- 定義 （页面存档备份，存于）